# Siroccopteryx
Siroccopteryx – rodzaj pterozaura żyjącego na przełomie wczesnej i późnej kredy (alb lub cenoman) na terenach dzisiejszej Afryki. Gatunkiem typowym jest S. moroccensis, którego holotypem jest przednia część szczęki z zachowanymi zębami, odkryta niedaleko Beg'aa na południowy zachód od miasta Taouz w Maroku. Unwin (2001), Frey, Martill i Buchy (2003) oraz Ibrahim i współpracownicy (2010) uznali Siroccopteryx za młodszy synonim rodzaju Coloborhynchus, klasyfikując S. moroccensis jako odrębny gatunek w obrębie rodzaju Coloborhynchus; jednak zdaniem Rodrigues i Kellnera (2008) nie ma dowodów na to, że S. moroccensis reprezentuje ten sam rodzaj, co gatunek typowy rodzaju Coloborhynchus, C. clavirostris.